# Battaglia di Yellow Ford
La battaglia di Yellow Ford (o battaglia del guado giallo, in inglese: battle of Yellow Ford, in gaelico: Cath Bhéal-an-Átha-Buí) fu uno scontro combattuto nella parte occidentale della contea di Armagh, nell'Ulster, in Irlanda, presso il fiume Blackwater, il 14 agosto 1598, nel corso della guerra dei nove anni.
Venne combattuta tra gli irlandesi al comando di Hugh O'Neill, conte di Tyrone e Hugh O'Donnell e le forze di spedizione della Corona inglese provenienti da Dublino e comandate da Sir Henry Bagenal, comandante del Royal Irish Army.
Le forze della Corona stavano marciando da Armagh per rifornire ed assediare il forte presso il fiume Blackwater quando caddero vittime di un'imboscata che portò loro pesanti perdite.

## Antefatto
Nel 1597, il Lord Deputy d'Irlanda, Thomas Burgh, costruì un nuovo forte nei pressi del fiume Blackwater, a cinque miglia a nord della guarnigione governativa posta al villaggio di Armagh. Il fiume Blackwater definiva il confine tra le contee di Armagh e Tyrone. Il forte di Blackwater era predisposto per bloccare eventuali incursioni militari nella contea di Tyrone. Poco dopo la sua costruzione, Hugh O'Neill, II conte di Tyrone, gli pose assedio. Nel 1598, con la guarnigione ancora intatta ma a corto di rifornimenti, il governo di Dublino pensò quasi di abbandonare il forte in quanto esso si trovava troppo distante da un centro governativo per essere sostenibile anche a distanza. Sir Henry Bagenal, che aveva una certa esperienza nel combattere gli irlandesi, suggerì di rifornire invece il forte ed ebbe la meglio nell'agosto del 1598, venendone anche nominato responsabile, con circa 4000 uomini di seguito.
Secondo gli Annali dei Quattro Maestri: "Quando O'Neill ricevette la notizia dai suoi servizi di spionaggio che questo grande esercito si stava portando nell'area, inviò i suoi messaggeri a O'Donnell, richiedendogli assistenza per difendere il suo paese. O'Donnell procedette immediatamente verso il punto indicato con tutti i suoi guerrieri, fanti e cavalieri, e con diverse forze provenienti anche da Connacht col fine di assistere il suo alleato. Gli irlandesi di tutte le contee dell'Ulster si unirono alla medesima armata e pertanto questi erano tutti preparati a scontrarsi con gli inglesi ancor prima di giungere ad Armagh." Sebbene gli storici non abbiano reperito documentazione accurata sul numero di truppe impiegate da O'Neill in quel giorno sul campo di battaglia, si stima che esse furono circa 5000 in quanto esse erano stimate dai contemporanei come quasi uguali per numero a quelle del nemico.
Le truppe di Bagenal marciarono da Dublino ad Armagh senza incidento. Le truppe di O'Neill ad ogni modo non erano rimaste con le mani in mano: avevano scavato delle trincee lungo la strada principale e le campagne che dividevano Armagh dal forte di Blackwater, bloccando il percorso con dei tronchi d'albero e preparando dei breastworks. La campagna era coperta di boschi e aree verdi ed era prevalentemente collinare con numerosi drumlins, ma vi erano anche dei campi coltivati. Al villaggio di Armagh, Bagenal venne a sapere che le cinque miglia che lo separavano dal forte erano state disseminate di trappole per i suoi uomini e che gli irlandesi lo stavano attendendo. Basandosi sulla propria esperienza, ad ogni modo, era convinto che la vittoria avrebbe propenso per la sua parte. Il vero ostacolo alla vittoria, nella visione di Bagenal, era il fatto che il nemico avesse adottato una strategia ad imboscate piuttosto che una vera e propria battaglia in campo aperto a cui lui era più avvezzo. Le sue truppe si muovevano a ritmo di marcia con tamburi in testa e questo sicuramente non le rendeva silenziose ed invisibili, anzi consentiva al nemico di individuarle tempestivamente. Con la strada resa inaccessibile, Bagenal marciò su una serie di basse colline alla destra del fiume Callan.
Bagenal, figlio di Nicholas Bagenal, era il supremo comandante delle armate dell'Ulster (dal 1587 come vice di suo padre), ruolo col quale aveva accumulato una notevole esperienza nel combattere gli irlandesi ed altri "traditori". Egli aveva inoltre un astio personale contro "O'Neill, il quale anni prima era fuggito con sua sorella Mabel. Egli divenne da subito un ampio conoscitore del territorio della contea di Armagh. In quest'occasione comandò 3500 fanti, più della metà dei quali erano irlandesi, ma alcuni erano provenienti anche dall'Inghilterra. I fanti di Bagenal erano armati in maniera standard per l'epoca, con picche e moschetti. La formazione per i moschettieri che si trovavano a viaggiare in territorio nemico era quello di porsi all'esterno della colonna di modo da poter sparare verso l'esterno senza ostacoli, coi picchieri all'interno, di modo che questi ultimi potessero intervenire tempestivamente in supporto ai moschettieri in caso di attacco. Bagenal disponeva anche di 350 cavalieri e di molti pezzi d'artiglieria. La cavalleria era comandata da sir Calithenese Brooke, mentre gli appiedati erano al comando di Maelmora O'Reilly, signore di East Breifne per concessione della regina Elisabetta I. Maelmora era il figlio primogenito di sir John O'Reilly, signore di East Breifne, che era morto combattendo contro gli inglesi nel 1596. Maelmora verrà poi ucciso al guado giallo.
Le truppe di O'Neill non differivano dall'esercito tradizionale irlandese dal momento che l'80% dei suoi uomini erano armati con degli archibugi che erano una versione più leggera e portatile dei classici moschetti. Erano supportati da dei picchieri leggeri. O'Neill aveva diversi consiglieri militari inglesi e spagnoli al proprio soldo, oltre a diversi ufficiali irlandesi che si erano formati negli eserciti continentali all'uso delle moderne armi da battaglia. Ad ogni modo, O'Neill non fece una copia dell'esercito inglese, sviluppando al contrario un esercito ibrido che massimizzava la forza di fuoco della sua fanteria pur mantenendo una mobilità notevole che era poi la chiave dell'esercito irlandese.

## La battaglia
Le forze della Corona inglese erano organizzate in sei reggimenti (due in avanguardia, due al centro e due in retroguardia), con la cavalleria al centro. Non appena questi ebbero lasciato Armagh, vennero colpiti dal fuoco degli irlandesi dai boschi attorno alla città. I diversi reggimenti si separarono uno dall'altro, fermandosi a rispondere ai diversi piccoli attacchi. A questo problema nella strategia, si aggiunse anche il fatto che un pezzo d'artiglieria trasportato da buoi venne colpito ad una ruota e dovette muoversi più lentamente rispetto agli altri, richiedendo anche il supporto di alcuni soldati a protezione. Il reggimento ad un certo punto si trovò davanti ad una trincea di circa un miglio di lunghezza, dello spessore di 120 cm e della profondità di 150 cm circa. Gli uomini riuscirono a superare questa trincea ma quando si trovarono sotto pesante fuoco nemico decisero di ritirarsi nuovamente dietro la trincea e subirono pesanti perdite durante quest'operazione.
Fu a questo punto inoltre che sir Henry Bagenal venne ucciso da un colpo di archibugio alla testa. Dopo la sua morte, a Dublino, Bagenal venne criticato per essere rimasto troppo vicino all'avanguardia nel corso della marcia, al posto di mantenersi in protezione più protetta al centro. Il comando dell'armata venne preso da Thomas Maria Wingfield, ma la demoralizzazione in cui era piombato tutto il gruppo causò ulteriore caos, al punto che alcuni barili di polvere da sparo esplosero, apparentemente incendiati accidentalmente dalla miccia di un moschetto. Wingfield, stremato dagli eventi, decise di ritirarsi verso Armagh. Il comandante della sua avanguardia, Cosby, si rifiutò però di obbedirgli e proseguì per conto proprio. Vedendo il nemico in confusione, la cavalleria di O'Neill si portò verso il nemico con la cavalleria seguita dai fanti con spadoni. Le truppe della Corona a questo punto si trovavano vicino ad un campo coltivato a grano (il "guado giallo" da cui prese poi il nome la battaglia stessa) e qui vennero fatte a pezzi, come pure venne ucciso ogni singolo ferito che venne trovato agonizzante sul campo di battaglia. Il resto delle forze inglesi trovarono riparo nella guarnigione di Armagh. Gli irlandesi si spostarono ancora per tagliare la ritirata degli inglesi verso il fiume Callan, ma non riuscirono del tutto, pur danneggiando pesantemente i rifornimenti di polvere da sparo degli inglesi. Il capitano Cuney annotò poi come i picchieri di O'Neill si accanirono infine contro i suoi uomini sopravvissuti. Dopo aver attraversato il fiume Callan, gli inglesi fecero ritorno ad Armagh
Le forze della Corona inglese persero in quel giorno circa 1500 uomini sul campo. Tra questi spiccavano 18 ufficiali. 300 soldati avevano disertato coi ribelli, tra cui due giovani reclute. Dei 4000 soldati che avevano lasciato Armagh, ne tornarono solo 2000 dopo lo scontro. Quanti raggiunsero Armagh ad ogni modo erano virtualmente prigionieri all'interno del forte locale. Dopo tre giorni di negoziati, si addivenì alla conclusione che le truppe inglesi avrebbero potuto lasciare Armagh in sicurezza, abbandonando però le loro armi e le loro munizioni e pertanto la guarnigione del forte di Blackwater capitolò. Secondo gli inglesi, le forze di O'Neill persero 200-300 uomini nella battaglia, anche se tali dati non sono comprovati da accurate fonti storiche. Alla luce dei risultati della battaglia, la corte di Londra venne a conoscenza del rapido sviluppo delle forze militari dell'Irlanda rivoluzionaria e simultaneamente molti irlandesi che erano rimasti sino a quel momento neutrali, iniziarono a supportare la ribellione.